# Ley de Geiger-Nuttall
En física nuclear, la Ley de Geiger-Nuttall o Regla de Geiger-Nuttall establece una relación entre la constante de decaimiento de un isótopo radioactivo y la energía de las partículas alfa que emite. En términos generales, se establece que los isótopos de vida corta emiten partículas alfa más energéticas que los de vida larga.
La relación también muestra que la vida media es dependiente exponencialmente de la energía de desintegración, por lo que variaciones muy grandes en la vida media producen comparativamente pequeñas diferencias en la energía de desintegración, y por lo tanto en la energía de las partículas alfa. En la práctica, esto significa que las partículas alfa de todos los isótopos emisores alfa (incluso con muchos órdenes de magnitud de diferencia en su vida media), sin embargo, todos tienen aproximadamente la misma energía de desintegración.
Formulada en 1911 por Hans Geiger y John Mitchell Nuttall, en su forma moderna la ley de Geiger-Nuttall adopta la forma:
{\displaystyle \ln \lambda =-a_{1}{\frac {Z}{\sqrt {E}}}+a_{2}}
donde λ (lambda) es la constante de decaimiento (λ = ln(2)/semivida), Z el número atómico del núcleo hijo, E la energía cinética total (de la partícula alfa y del núcleo resultante), y a1 y a2 son constantes.
La ley funciona mejor para los núcleos con un número atómico par y masa atómica par. La tendencia también es observable para los núcleos par-impar, impar-par, e impar-impar, pero no es tan pronunciada.

## Decaimiento de iones pesados
La ley de Geiger-Nuttall, incluso se ha ampliado para describir el decaimiento de iones pesados , cuando se desintegran núcleos atómicos más pesados, liberándose partículas más grandes que los átomos de helio que se corresponden con las partículas alfa, como por ejemplo núcleos de silicio o de carbono.

## Deducción
Una forma sencilla de obtener esta ley es considerar una partícula alfa que forma parte de un núcleo atómico mayor como una partícula en una caja. La partícula está en un estado condicionado debido a la presencia del potencial de la interacción fuerte. La partícula rebota constantemente de un lado a otro, y debido a la posibilidad del efecto túnel de la onda a través de la barrera de potencial, cada vez que rebota, habrá una pequeña probabilidad de que escape.
El conocimiento de este efecto mecánico cuántico permite obtener esta ley, incluyendo coeficientes, a través de un cálculo directo. Este cálculo fue realizado por primera vez por el físico George Gamow en 1928.